# Türverriegeler

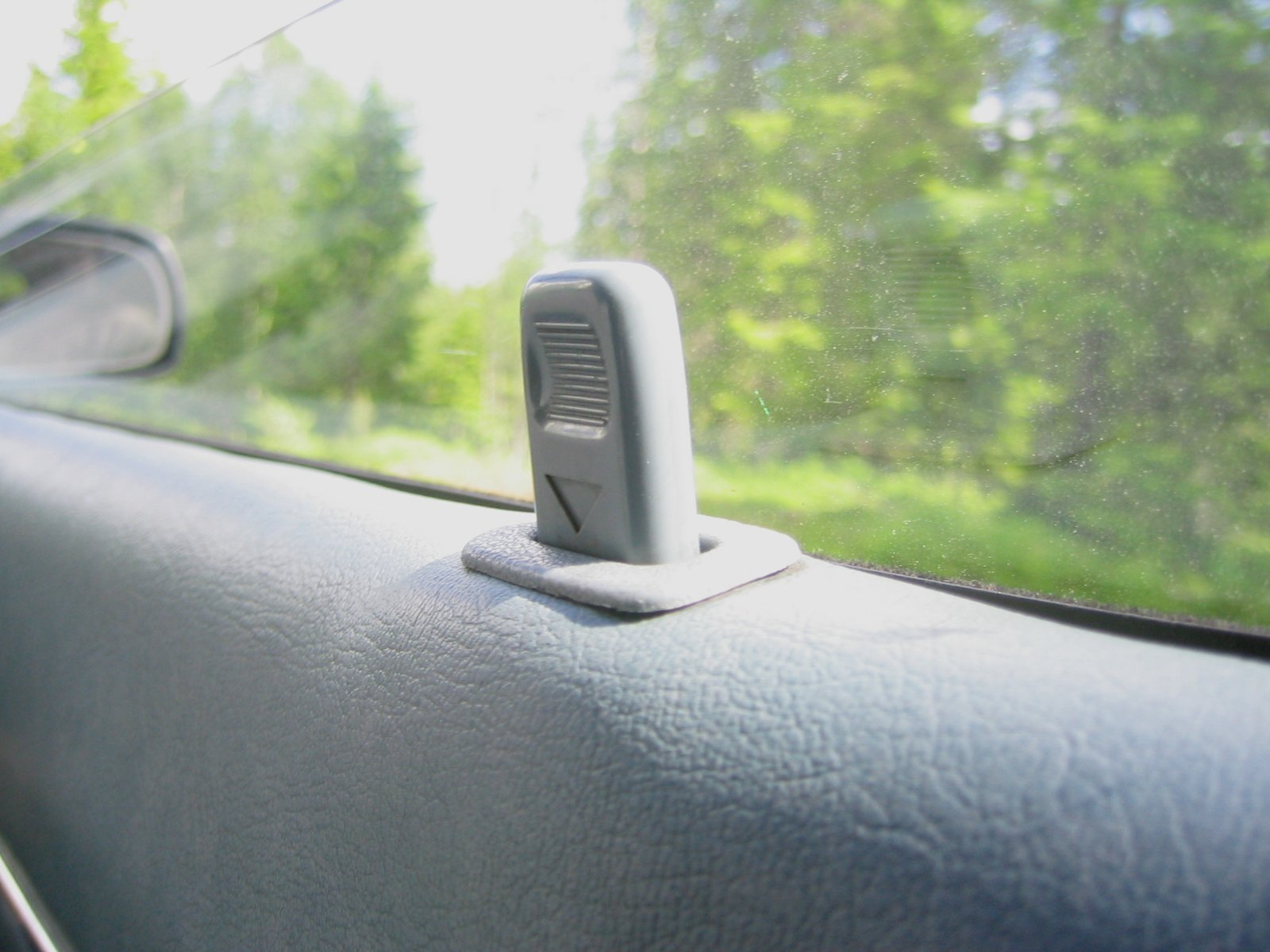
Türknopf: Drückt man den Knopf nach unten, verriegelt die Tür.

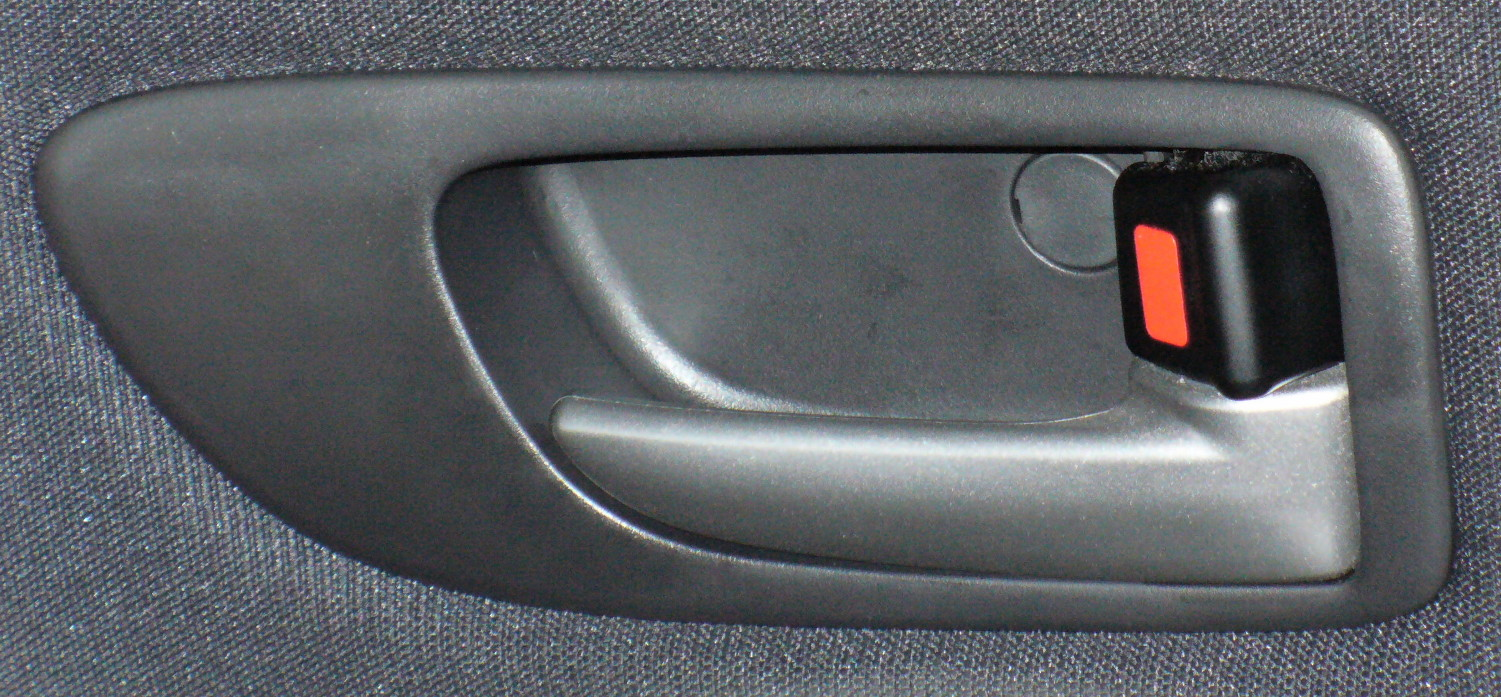
Türverriegelung mit Türöffner: Schiebt der Fahrer den roten Hebel nach vorn, verriegeln alle Türen.

Ein Türverriegeler ist ein Bedienungselement in einem Pkw, mit dem die Türen von innen ohne Benutzung eines Schlüssels ver- und entriegelt werden können.
Der Türverriegeler befindet sich in der Regel in der Türinnenverkleidung des Wagens.

## Ausführungen
- Die bisher in den meisten Fahrzeugen verbaute Ausführung ist der sogenannte Türpin oder Türknopf. Er ist zylinder- oder pilzförmig, ragt aus der Fensterkante der Türverkleidung heraus und lässt sich hineindrücken (verriegeln) bzw. herausziehen (entriegeln). Bei einigen Fahrzeugen wie dem Peugeot 404 und Wartburg 353W sind diese Funktionen aber vertauscht.

Ein Nachteil dieser Konstruktion ist der schlechte Diebstahlschutz, die schlechte Ergonomie sowie bei älteren Fahrzeugen auch die Verletzungsgefahr, die bei einem Unfall von den Türknöpfen ausgeht.
- Ford sowie einige japanische und französische Hersteller sind deshalb dazu übergegangen, den Türverriegeler mit dem Türöffner in ein Kombielement zusammenzufassen. Üblicherweise ist der Verriegeler hier oberhalb des Türöffners zu finden und die Tür lässt sich durch Hereindrücken nach innen verriegeln, bzw. Herausziehen nach außen entriegeln. In einigen Fahrzeugen lässt sich die Tür auch durch Hereindrücken des Türöffners verriegeln.

- Seit den 2010er Jahren ist bei vielen Fahrzeugen mit Zentralverriegelung gar kein sichtbarer Türverriegeler mehr vorhanden. Die Zentralverriegelung wird dann von innen über einen Schalter betätigt (VW Touran, Renault Clio). Wenn das Fahrzeug verriegelt ist, wird das oft durch eine rot blinkende Leuchtdiode in der Türverkleidung signalisiert.

## Symbolik
Bei einigen Herstellern, wie Opel, Honda und Toyota tragen die Verriegeler innen eine rote Markierung, welche vor einer entriegelten Tür warnen soll. Dagegen hat Ford bei einigen seiner früheren Modelle eine weiße Markierung verwendet, um anzuzeigen, dass die Tür verriegelt ist.
Besonders in der Gothic- und der amerikanischen Custom-Car-Szene werden gerne Türknöpfe in Form von Totenköpfen verwendet.